# Scleria stereorrhiza
Scleria stereorrhiza là loài thực vật có hoa trong họ Cói. Loài này được C.Wright ex C.B.Clarke miêu tả khoa học đầu tiên năm 1900.